# Ikarus 415
Ikarus 415 – węgierski jedenastoipółmetrowy, średniopodłogowy autobus miejski z fabryki Ikarusa. Do Polski trafiły łącznie 64 sztuki w wersjach 14A, 14B, 14C, 14D, 14E oraz 22. Najwięcej z nich, bo aż 39 sztuk wyprodukowano na zamówienie MZK Bielsko-Biała. 13 sztuk trafiło do MPK Częstochowa, 8 sztuk przyjechało do PKM Bytom, a także 4 sztuki dla MZK Kędzierzyn-Koźle. Część z nich już została zezłomowana lub sprzedana dla innych przewoźników. Ostatni Ikarus 415, który trafił do Polski, został wyprodukowany dla MZK Bielsko-Biała w 1998 roku. Otrzymał on numer boczny #076 i charakteryzował się klejonymi szybami bocznymi. Został on odstawiony do kasacji w 2017 roku.

## Galeria

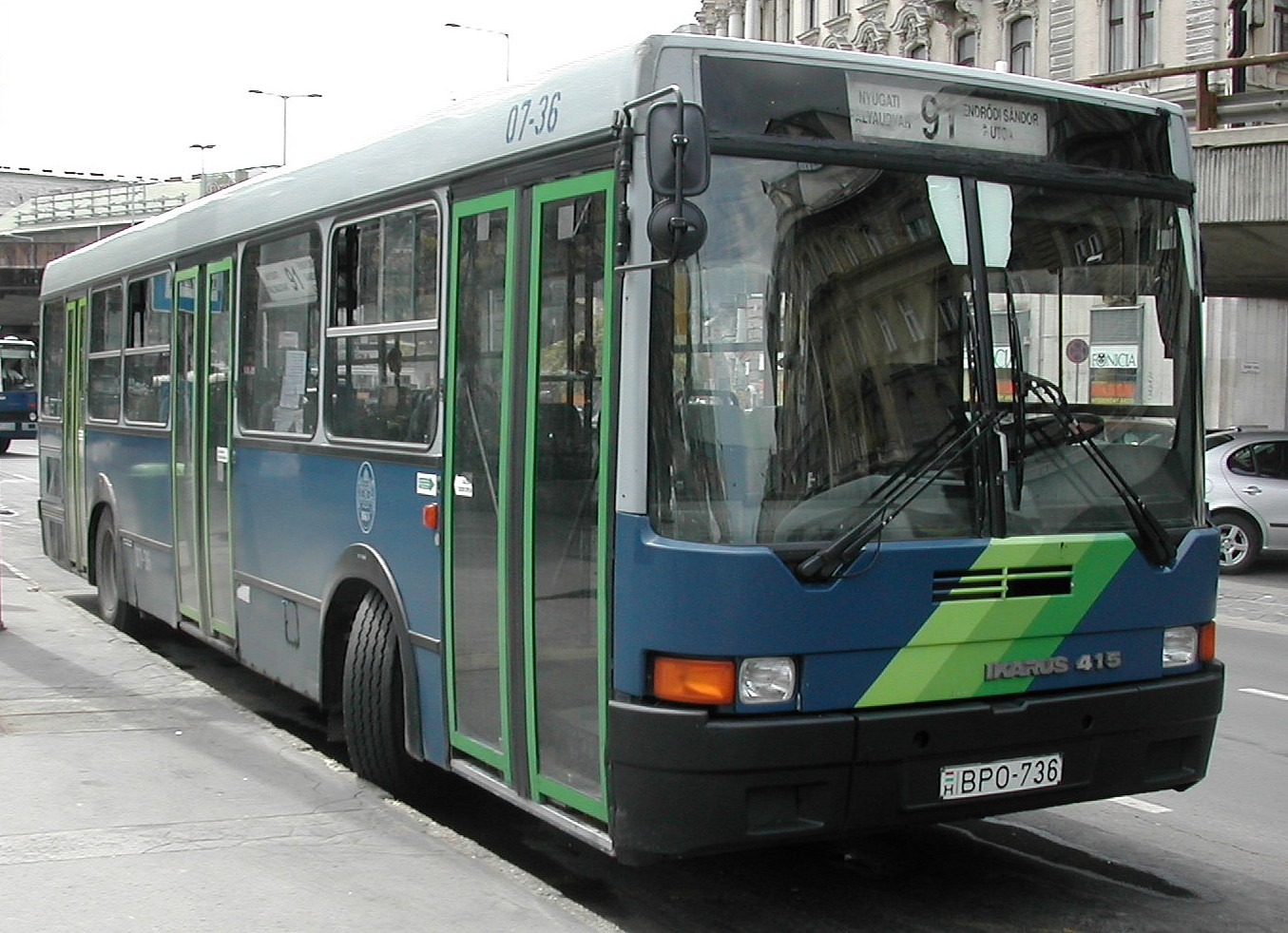
Ikarus 415 na ulicach Budapesztu
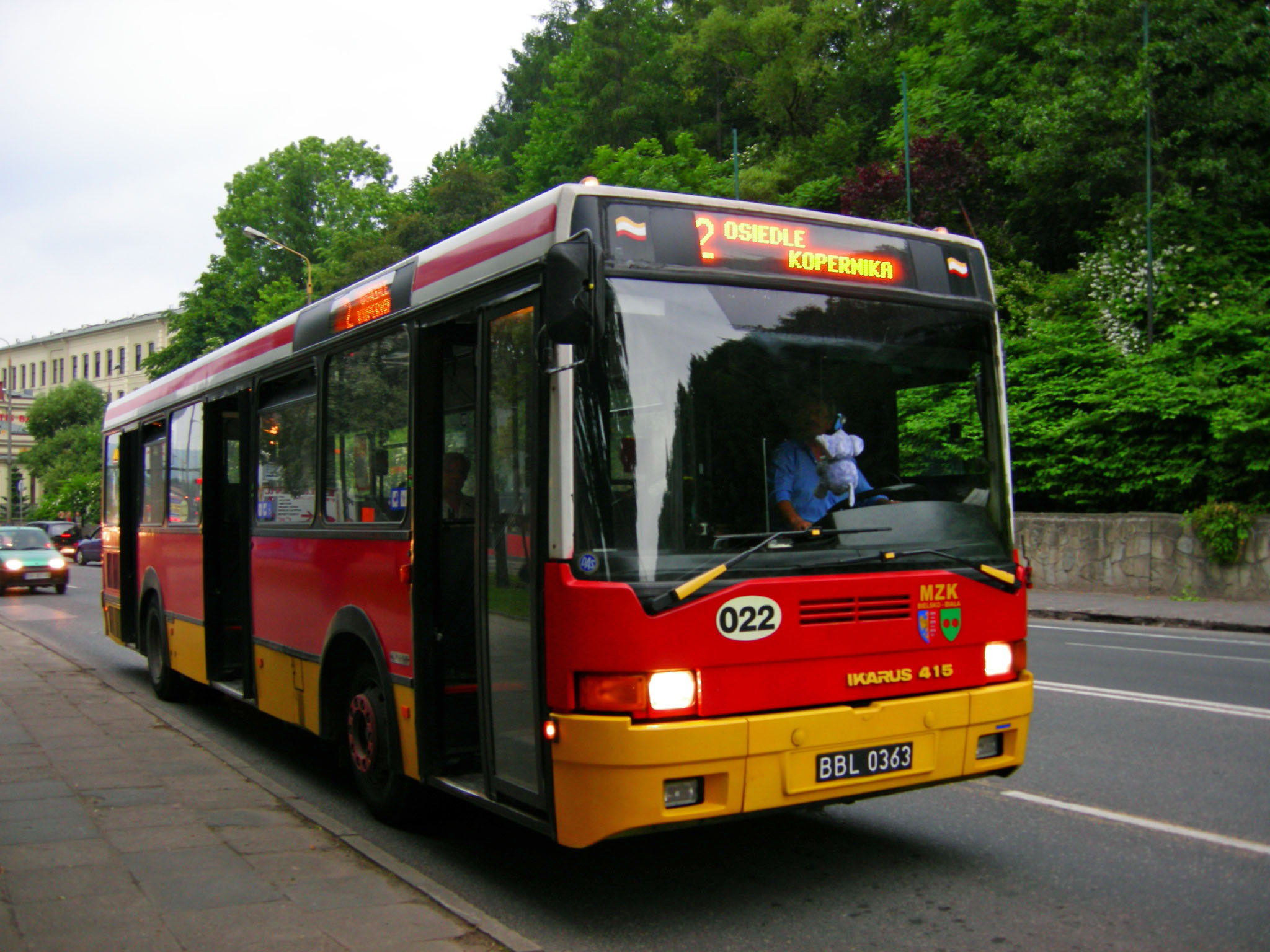
Ikarus 415 na ulicach Bielska-Białej
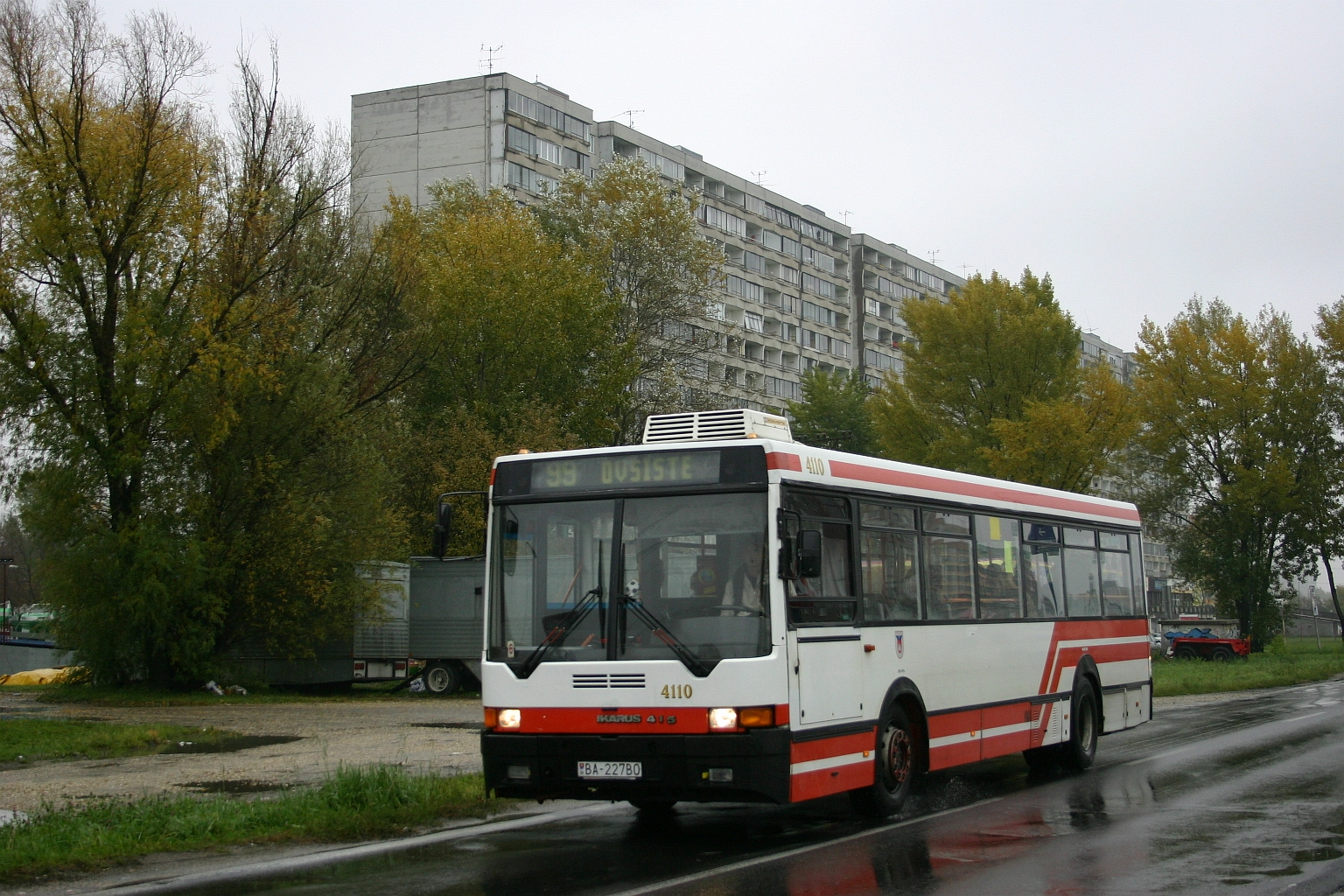
Ikarus 415 na ulicach Bratysławy